# Sillon central
Le sillon central (anciennement scissure de Rolando du nom de l'anatomiste italien Luigi Rolando) est un sillon parcourant la surface externe du cerveau. Il part au-dessus de la scissure de Sylvius (ou sillon latéral, dans la terminologie internationale), sans jamais la toucher, et se dirige sur chaque hémisphère cérébral de bas en haut et d'avant en arrière, séparant deux reliefs, le lobe frontal en avant et le lobe pariétal en arrière. Il est à peu près perpendiculaire à la scissure de Sylvius. Son trajet n'est pas rectiligne mais décrit deux convexités.
Le sillon central apparaît vers la 20e semaine de gestation.
|                         |                                                         |
| Face latérale           | Dessin de la face latérale d'après une pièce anatomique |
|                         |                                                         |
| Sillon central en rouge | Coupe coronale                                          |